# Reem Alabali Radovan
Reem Alabali Radovan (Moscú, 1 de mayo de 1990) es una política alemana del Partido Socialdemócrata (SPD) que ha estado sirviendo como miembro del Bundestag desde 2021. Además de su trabajo parlamentario, Radovan también se desempeña actualmente como Ministra de Estado en la Cancillería y Comisionada Federal de Migración, Refugiados e Integración en el gabinete del canciller Olaf Scholz desde 2021. 
Ella es la primera persona de ascendencia iraquí en ocupar un escaño en el Bundestag. Será la sucesora de Svenja Schulze como jefa del Ministerio Federal de Desarrollo a partir del 6 de mayo de 2025.

## Biografía

### Primeros años y formación
Radovan nació en Moscú en 1990, hija de padres iraquíes de la minoría cristiana asiria que se habían trasladado a la Unión Soviética en la década de 1980 para estudiar ingeniería. Su abuelo, Muhammad Salih Alabali, fue un líder de la resistencia iraquí ejecutado por el régimen baazista. En 1996, la familia solicitó y obtuvo asilo en Alemania, estableciéndose en Mecklemburgo-Pomerania Occidental.
Completó su educación secundaria en el Gymnasium Fridericianum de Schwerin y obtuvo una licenciatura en Ciencias Políticas en la Universidad Libre de Berlín. Desde 2017, cursa un máster en Cooperación para el Desarrollo Sostenible en la Universidad Técnica de Kaiserslautern mediante estudios a distancia.

### Carrera profesional
Entre 2012 y 2014, trabajó en el Instituto Alemán de Oriente y en el Nah- und Mittelost-Verein en Berlín, centrando su labor en la promoción económica. En 2015, regresó a Mecklemburgo-Pomerania Occidental y trabajó en el Departamento de Migración y Asuntos de Refugiados del Estado, desempeñándose en el centro de acogida para refugiados de Nostorf-Horst, el mismo lugar donde su familia fue alojada al llegar a Alemania.
En 2018, asumió la dirección de la oficina de la Comisionada de Integración del gobierno estatal y, en enero de 2020, fue nombrada Comisionada de Integración de Mecklemburgo-Pomerania Occidental.

### Carrera política
Radovan se unió al SPD en 2021 y, en las elecciones federales de ese año, fue elegida directamente como diputada del Bundestag por la circunscripción de Schwerin – Ludwigslust-Parchim I – Nordwestmecklenburg I, derrotando al titular de la CDU. Dentro del grupo parlamentario del SPD, forma parte del ala izquierda conocida como "Izquierda Parlamentaria".
El 8 de diciembre de 2021, fue nombrada Comisionada Federal para Migración, Refugiados e Integración con rango de Ministra de Estado en la Cancillería Federal. Desde el 23 de febrero de 2022 hasta mayo de 2025, también ejerció como Comisionada Federal para la Lucha contra el Racismo.
Entre febrero y abril de 2025, Radovan formó parte de la delegación para formar una Coalición negra-roja del SPD en el grupo de trabajo sobre política interna, asuntos legales, migración e integración, dirigido por Günter Krings, Andrea Lindholz y Dirk Wiese. En mayo del mismo año fue propuesta por el SPD al cargo de Ministra Federal de Cooperación Económica y Desarrollo, sucediendo a Svenja Schulze en el gabinete del canciller Merz.

## Vida personal
Radovan está casada con el boxeador profesional Denis Radovan y tienen un hijo. En su tiempo libre, practica boxeo en el club BC Traktor Schwerin. Además del alemán, habla asirio y árabe. En junio de 2025, Radovan decidió eliminar el guion de su apellido después de que se aprobara una ley que permitía nombres dobles a principios de ese año.